# Kento Fukuda
Kento Fukuda (福田 健人 Fukuda Kento?, nacido el 15 de mayo de 1990 en Ibaraki) es un futbolista japonés que se desempeñaba como defensa.

## Trayectoria

### Clubes
| Club                     | País     | Año         |
| ------------------------ | -------- | ----------- |
| Shonan Bellmare          | Japón    | 2009 - 2012 |
| FC Kariya                | Japón    | 2010        |
| Fujieda MYFC             | Japón    | 2012        |
| Albirex Niigata Singapur | Singapur | 2013        |
| Geylang International FC | Singapur | 2014 - 2015 |
| Warriors FC              | Singapur | 2016 -      |

## Estadística de carrera

### J. League
| Club            | Año   | J. League | J. League | Copa J. League | Copa J. League | Total | Total |
| Club            | Año   | Part.     | Goles     | Part.          | Goles          | Part. | Goles |
| --------------- | ----- | --------- | --------- | -------------- | -------------- | ----- | ----- |
| Shonan Bellmare | 2009  | 0         | 0         | -              | -              | 0     | 0     |
| Shonan Bellmare | 2011  | 1         | 0         | -              | -              | 1     | 0     |
| Shonan Bellmare | 2012  | 0         | 0         | -              | -              | 0     | 0     |
| Total           | Total | 1         | 0         | 0              | 0              | 1     | 0     |